# William Ryder
William Ryder (Bua, 6 giugno 1982) è un rugbista a 15 figiano.

## Biografia
Dotato di un fisico non imponente (174 cm per 77 kg), Ryder si è imposto come uno fra i migliori giocatori nel panorama mondiale di rugby a 7. In particolare gli viene riconosciuta una spiccata capacità nel segnare, confermata dalle statistiche che lo vedono comparire fra i migliori realizzatori del World Seven Series (ben 782 punti segnati, 82 mete). Ryder risulta essere anche un abile giocatore di calcio, tanto che, prima che il campione di rugby figiano Waisale Serevi, viste le doti atletiche del ragazzo, lo convincesse a cimentarsi con l'ovale, il giovane William nutriva la speranza di poter intraprendere la carriera di calciatore. 
Ryder fece parte della squadra che, in occasione dei giochi del Commonwealth, nel 2006 vinse la medaglia di bronzo nella specialità del rugby a sette.